# Роджър Чафи
Роджър Брус Чафи (на английски: Roger Bruce Chaffee) (15 февруари 1935 – 27 януари 1967) е американски астронавт и старши лейтенант от USN. Загива заедно със своите колеги астронавти Върджил Грисъм и Едуард Уайт по време на предстартов тест от Аполо 1 на космодрума „Джон Кенеди“ във Флорида.

## Ранни години
Роджър Б. Чафи е роден в Гранд Рапидс, Мичиган, САЩ. Завършва гимназията „Игъл“ и Централния технически колеж в родния си град. През 1957 г. завършва университета Пардю, Индиана, като бакалавър по аерокосмическо инженерство. На 24 май същата година получава свидетелство за летателна годност – пилот на спортни самолети.
Чафи се жени за Марта Хорн в Оклахома сити на 24 август 1957 г. От брака им се раждат две деца: Черил Лин (родена на 17 ноември 1958) и Стивън (роден на 3 юли 1961).

## Военна кариера
След дипломирането си, Чафи завършва летателното училище на USN в Пенсакола, Флорида и през 1959 г. получава специалност „морски пилот“ и звание лейтенант. Той е разпределен в Специалната разузнавателна ескадрила 62 (VAP-62) и лети на реактивен разузнавателен самолет RA-3B Skywarrior.
По време на кубинската криза през октомври 1962 г. извършва разузнавателни полети над кубинска територия. Има в актива си 1800 полетни часа.

## Служба в НАСА
На 18 октомври 1963 г. Р. Чафи е избран за астронавт в астронавтска група №3 и започва служба в НАСА. Участва като поддържащ екипаж в девет от полетите по програмата „Джемини“, а на 21 март 1966 г. започва подготовка за първия полет по програмата „Аполо“. Той е определен за пилот в основния екипаж на Аполо 1, заедно с Върджил Грисъм – командир и Едуард Уайт – старши пилот.
Загива на 27 януари 1967 г. в 18.31 ч. вследствие на пожар в командния модул на Аполо 1 по време на предстартов тест на космодрума „Джон Кенеди“ във Флорида. Заедно с Върджил Грисъм е погребан в Националното военно гробище Арлингтън. Неговото име носи кратер на обратната страна на Луната.

## Отличия и награди
1. На 17 декември 1997 г., Роджър Чафи е награден (посмъртно) от Конгреса на САЩ с Космически медал на честта – най-високото гражданско отличие за изключителни заслуги в областта на аерокосмическите изследвания;
2. Въздушен медал на USN (посмъртно);
3. Медал на НАСА за изключителни заслуги, 2007 г. (посмъртно).